# Aphractia
Aphractia is een vliegengeslacht uit de familie van de roofvliegen (Asilidae).

## Soorten
- A. longicornis (Hermann, 1912)
- A. rubida (Hermann, 1912)
- A. vivax (Hermann, 1912)